# Oceanía Cercana

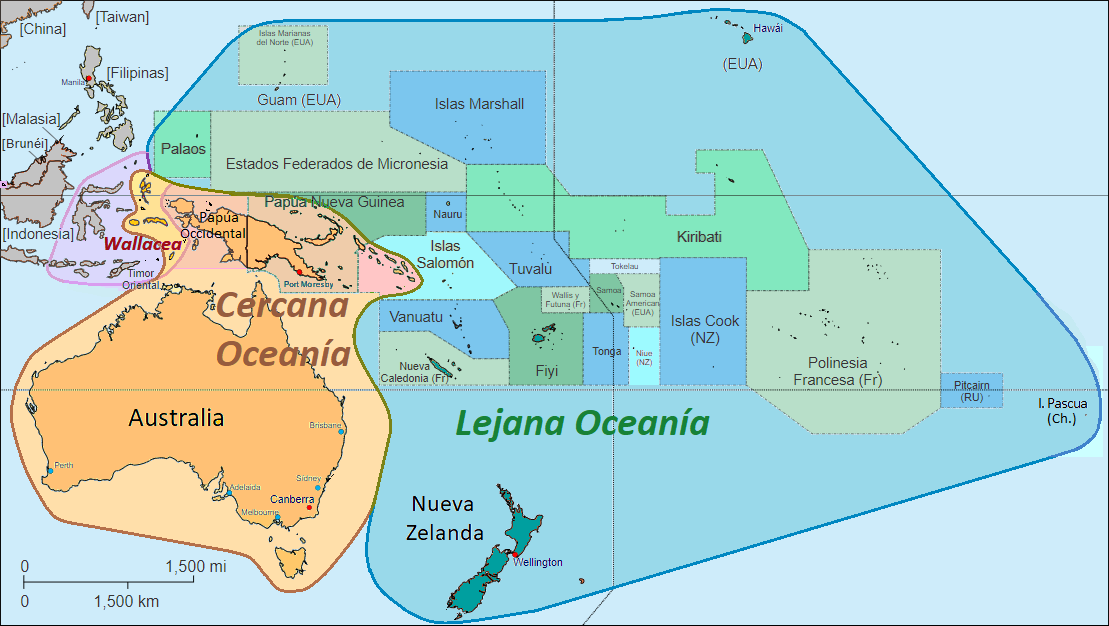
Oceanía Cercana

Oceanía Cercana (en inglés Near Oceania) es un nuevo concepto biogeográfico utilizado para designar la parte de Oceanía que cubre la isla de Nueva Guinea y los archipiélagos que la rodean como el archipiélago Bismarck y el archipiélago de las islas Salomón. Según esta terminología, el resto de Oceanía se denomina Oceanía Lejana. Esta nueva división sustituye a la división tradicional de Oceanía —Melanesia, Micronesia y Polinesia— establecida por el explorador francés Jules Dumont d'Urville alrededor de 1830.

## Historia del término
Los términos Oceanía Cercana y Oceanía Lejana fueron acuñados en 1973 por el lingüista Andrew Pawley de la Australian National University, a raíz de sus investigaciones sobre las lenguas y las culturas papúas y austronesias. Sus trabajos fueron corroborados y ampliados por el arqueólogo Roger Curtis Green, de la Universidad de Auckland (Nueva Zelanda), que realizó numerosas excavaciones en Oceanía Cercana desde los años 1960, y adoptó esta subdivisión en 1991. Esta concepción de Oceanía se ha visto apoyada por otras investigaciones en los campos de la botánica, la zoología, la antropología y la biogeografía.
La comunidad científica internacional tiende en la actualidad a adoptar los conceptos de Oceanía Cercana y Lejana, que definen regiones cuya identidad se basa en el estudio de las migraciones humanas, de la fauna y de la flora desde la época prehistórica. Los términos Melanesia, Micronesia y Polinesia, de uso muy extendido tanto entre los pueblos locales como internacionalmente, se quedarían como una mera indicación geográfica. 

## Origen geográfico

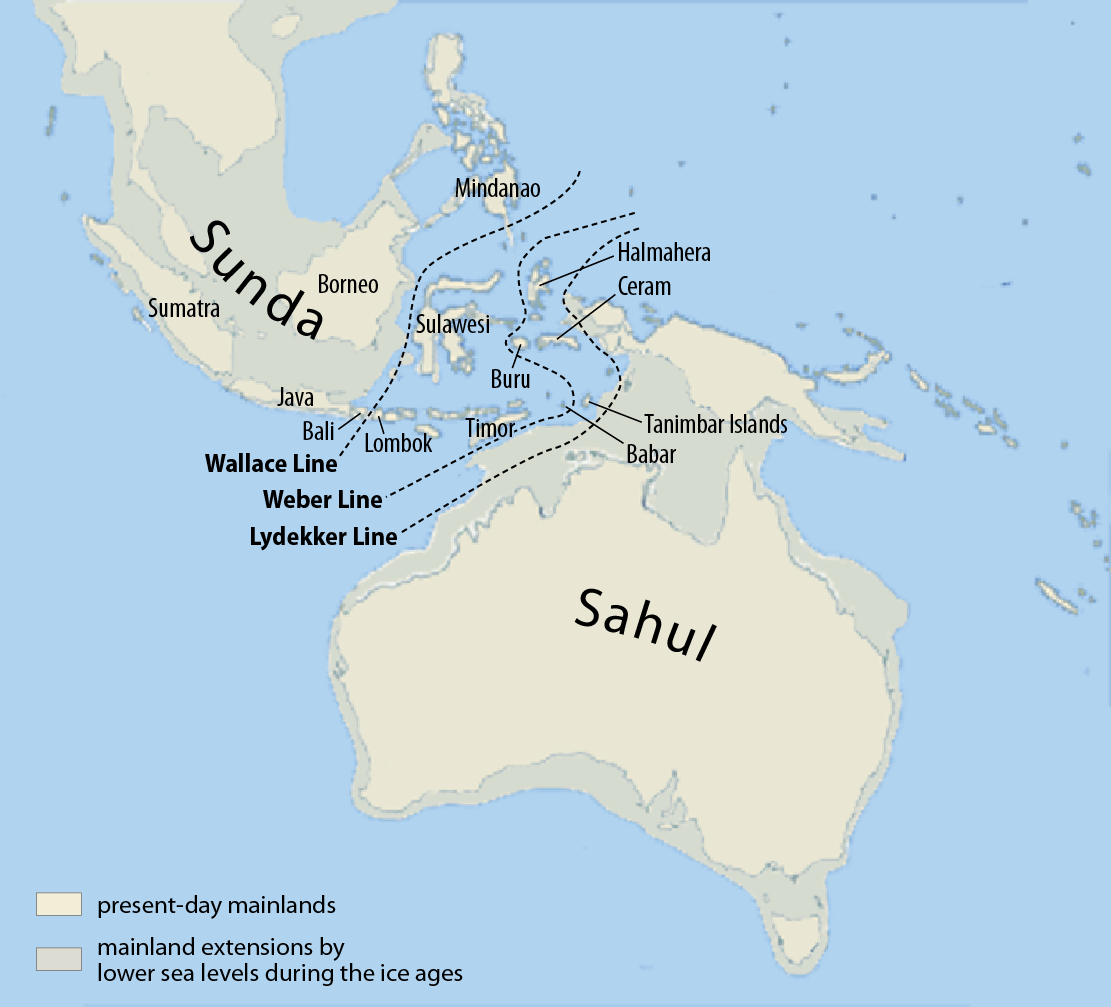
Mapa de las placas de la Sonda y Sahul, en el que se aprecian las tierras sumergidas en el pleistoceno en gris claro, y las tierras actuales en blanco.

Oceanía Cercana corresponde a la parte norte de la placa Sahul (en inglés Sahul Shelf), también llamada meganesia. En el pleistoceno, bajo los efectos de la glaciación el nivel de las aguas del Pacífico se situaba entre 120 y 150 metros por debajo de su nivel actual, por lo que Nueva Guinea, Tasmania, y parte de las islas Molucas (Aru) estaban unidas con Australia y conformaban un continente que los biogeógrafos llaman placa Sahul desde 1975. Sin embargo, el archipiélago Bismark y las islas Salomón nunca fueron unidos por tierra al conjunto de Sahul. La placa Sahul está separada de Asia por la región de transición denominada Wallacea, un conjunto de archipiélagos bañados por mares de gran profundidad. Sahul se diferencia de la Australasia tradicional en que no incluye Nueva Zelanda, que pertenece a una placa distinta.

## Los pobladores de Oceanía Cercana
La historia de los primeros asentamientos humanos en Oceanía Cercana coincide con la historia de la navegación en la época prehistórica. El sureste asiático, Indonesia y las islas cercanas fueron efectivamente poblados por el Homo erectus, cuyo paso fue facilitado por el hecho de que la parte continental del sureste asiático integraba entonces las islas indonesias de Java, Sumatra, Borneo y llegaba hasta Bali. Esas islas estaban entonces unidas por puentes terrestres de poca altitud.
Los restos arqueológicos encontrados desde 2003 en la isla de Flores, más allá de Bali en las Islas menores de la Sonda, evidencian por otra parte la presencia del hombre en el extremo sur de la Wallacea alrededor de 90000 a. C., lo que demostraría una temprana capacidad de franquear cortos tramos marítimos para pasar de una isla a otra. Bali está separada de la vecina isla de Lombok por un profundo estrecho, el estrecho de Lombok, cuya anchura varía de 18 a 40 km. En aquella época ya existía este estrecho marítimo, que coincide con el paso de la fosa de Wallace.
Pero las migraciones hacia Nueva Guinea y las islas circundantes no tuvieron lugar hasta 60000 o 50000 a. C., cuando los homínidos fueron capaces de cruzar mayores extensiones marítimas para alcanzar Australasia. Su implantación en el archipiélago Bismarck y las islas Salomón demuestra que dominaban la navegación lo suficiente para cubrir distancias marítimas inferiores a los 100 km, sin casi nunca perder la tierra de vista. Por ello no llegaron a poblar las islas Santa Cruz, en el extremo sureste de las islas Salomón, que se encuentran a unos 400 km de distancia y pertenecen geográficamente al archipiélago de las Vanuatu. Se considera que en torno a 40000 a. C., los humanos ya habían poblado toda Oceanía Cercana.
Los descendientes de esos primeros pobladores no migraron más hacia el este, y habrá que esperar hasta 3500 años a. C. para que una nueva ola de migraciones, los austronesios, empezará a extenderse desde la costa este de China, Taiwán y las islas Filipinas, para alcanzar Indonesia y Oceanía Cercana. Durante el Neolítico, el nivel de las aguas se había elevado considerablemente y amplias zonas del sureste asiático y de Sahul ya se encontraban sumergidas, adoptando éstos paulatinamente una configuración más cercana a la actual. La disminución progresiva de las tierras habitables, convertidas en islas e islotes, empujó a los austronesios a seguir migrando hacia el este. Sus embarcaciones ya podían afrontar la navegación de altura y su tamaño permitía llevar a varias personas con un mínimo de enseres, herramientas y hasta pequeños animales. Si bien los pobladores austronesios no llegaron a asentarse definitivamente en Nueva Guinea, su huella quedó allí como en buena parte de Oceanía donde extendieron su lengua (origen de las actuales lenguas austronesias) y su cultura conocida como la cultura lapita. Entre 1000 y 1500 a. C., habían alcanzado los archipiélagos de Bismarck y de las islas Salomón desde donde iban a emprender la colonización de islas más alejadas en el Pacífico. Esta segunda extensión del poblamiento humano de Oceanía se conoce como Oceanía Lejana.